# Leonardo Barba
Leopoldo Barba Cortés es un exfutbolista mexicano que jugaba en la posición de delantero central. 
Jugó de delantero en el CSD Jalisco, de donde fue transferido al equipo CF Laguna y después a los Diablos Blancos de Torreón donde jugó su última temporada en primera división en la 1973-1974.

## Clubes
| Club                            | País   | Año         |
| ------------------------------- | ------ | ----------- |
| Club Social y Deportivo Jalisco | México | ?           |
| Club de Fútbol Laguna           | México | ?           |
| Club de Fútbol Torreón          | México | 1973 - 1975 |